# (5560) Amytis
(5560) Amytis es un asteroide perteneciente al cinturón de asteroides descubierto el 27 de junio de 1990 por Eleanor F. Helin desde el Observatorio del Monte Palomar, Estados Unidos.

## Designación y nombre
Designado provisionalmente como 1990 MX. Fue nombrado Amytis en honor a Amytis Barrett, en celebración de su 85 cumpleaños, como reconocimiento a sus muchas contribuciones a la comunidad Caltech, incluidos todos los aspectos de las actividades de los estudiantes universitarios y su influencia significativa en el programa de los Asociados.

## Características orbitales
Amytis está situado a una distancia media del Sol de 2,286 ua, pudiendo alejarse hasta 2,533 ua y acercarse hasta 2,039 ua. Su excentricidad es 0,108 y la inclinación orbital 5,619 grados. Emplea 1262,61 días en completar una órbita alrededor del Sol.

## Características físicas
La magnitud absoluta de Amytis es 13,7. Tiene 4,703 km de diámetro y su albedo se estima en 0,29. 